# Léon Walras
Marie-Ésprit-Léon Walras (Évreux, 16 de dezembro de 1834 — Clarens, 5 de janeiro de 1910) foi um economista e matemático francês, conhecido como o criador da  Teoria do Equilíbrio Geral. Também descreveu o processo de tâtonnement ("tateio", do verbo "tatear", em português), segundo o qual determinado mercado pode atingir o equilíbrio, tendo em conta que o equilíbrio geral, conforme delimitado pela matemática, pode não ser possível.

## Biografia

Théorie mathématique de la richesse sociale, 1883

É considerado como um dos fundadores daquela que ficou posteriormente conhecida - sob a direção de seu discípulo italiano, o economista e sociólogo Vilfredo Pareto -  como a Escola de Lausanne de Economia, também chamada Escola Matemática. Foi considerado por Joseph Schumpeter como “o maior de todo os economistas”.
Walras foi um dos três líderes da chamada “revolução marginalista”, ao lado do austríaco Carl Menger (1840-1921) e do britânico William Stanley Jevons (1835-1882), apesar de seu mais notável trabalho, Elements d'économie politique pure (em português, Elementos da Economia Política Pura), de 1874, ter sido publicado três anos após a disseminação das ideias marginalistas dos dois anteriores.
Walras defendia a livre iniciativa como instrumento para alcançar a justiça social e a justificava matematicamente, unindo as teorias de produção, troca, moeda e capital. Estavam lançadas as bases da teoria marginalista - ideal que continuaria defendendo em outras obras como Études d'économie appliquée (1898) - seguida pelo grupo de economistas da Escola de Lausanne, dentre os quais, além de Pareto, já citado, Joseph Schumpeter e Irving Fisher.
Sofrendo de graves problemas mentais, Léon Walras morreu internado em um hospício de Clarens, Suíça, no ano de 1910.
Filho do economista Auguste Walras.